# Chupee
Singles de Cocoon
On My Way Owls (live)
Pistes de My Friends All Died in a Plane Crash
Cliffhanger Hummingbird
Chupee est le deuxième single de Cocoon extrait en 2008 de l'album My Friends All Died in a Plane Crash, sorti  en 2007.

## Histoire
Le clip est diffusé en télévision et sur Internet à partir du mois de novembre 2008.
Cette chanson a été utilisée dans plusieurs spots télévisés notamment pour Taillefine ou Peugeot, et apparaît également dans l'une des scènes du film de 2010 "L'Arnacœur".
Chupee s'est téléchargé à 12 000 exemplaires et s'est notamment classé 44e sur iTunes France.